# Mechanisierte Division 1
Die Mechanisierte Division 1 (Mech Div 1) war als 1. Division ein traditionsreicher Westschweizer Verband des Schweizer Milizheeres mit dem Hauptharst der Truppen aus der Romandie und dem Kanton Bern. Sie wurde 1875 aufgrund der neuen Truppenordnung gebildet, 1962 aus der 1. Division und der Leichten Brigade 1 zur Mech Div 1 umstrukturiert, 1994 aufgelöst und durch die Panzerbrigade 1 ersetzt.

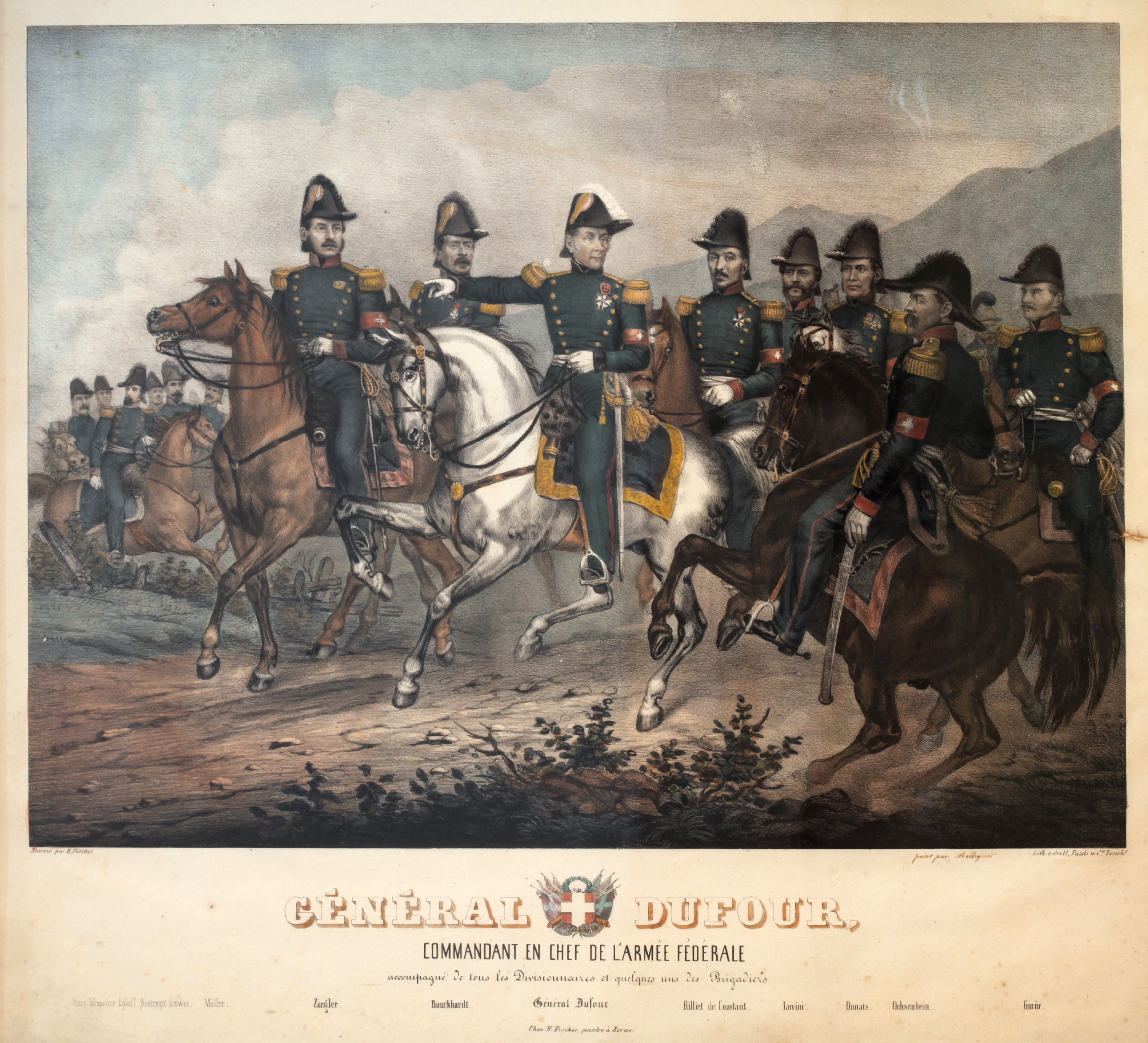
Sonderbundskrieg: General Dufour mit seinen Divisionären

## Vorgeschichte
Im Zuge des sogenannten Napoleonhandels zwischen der Schweiz und Frankreich wurden die eidgenössischen Truppen 1838 mobilisiert: Der Auftrag der 1. Division war es, als ständige Besatzung das Lager Brugg zu beziehen. Im Sonderbundskrieg nahm die 1. Division mit 19'000 Mann unter Oberst Rilliet de Constant auf der Seite der eidgenössischen Truppen teil.
Mit der Bundesverfassung von 1848 wurde damit begonnen, die kantonalen Truppen zu einem nationalen Heer zusammenzufassen. Mit der Totalrevision der Bundesverfassung von 1874 wurden die gesetzlichen Grundlagen für den Aufbau, die Ausrüstung, die Ausbildung und die Führung einer einheitlichen Armee sowie die Einteilung in die Heeresklassen Auszug (20. bis 32. Altersjahr) und Landwehr (33 bis 44) geschaffen, die alle zwei Jahre einen Wiederholungskurs zu leisten hatten.
Mit der Truppenordnung von 1911 wurden die bisherigen acht Divisionen auf sechs reduziert, wodurch die 1. Division bis 1936 aus drei Brigaden mit je zwei Infanterieregimentern, der Artilleriebrigade 1 und über 24'000 Milizsoldaten bestand.

## Erster Weltkrieg
Am Tag nach der Allgemeinen Mobilmachung im Ersten Weltkrieg vom 3. August 1914 rückten die Miliz Divisionen aus, um die Schweizer Grenze zu schützen (Grenzbesetzung). Die 1. Division stand direkt zur Verfügung des Generals und war mehrheitlich im Jura stationiert. Der Kriegsbestand der 1. Division (inklusive Gebirgsbrigade 3) betrug laut «Ordre de Bataille» von 1917: 949 Offiziere, 24'738 Unteroffiziere und Soldaten, 6986 Pferde, 16'837 Gewehre, 114 Maschinengewehre, 287 Säbel, 64 Geschütze.

Beobachtungsposten Jura
Artillerie Bundesplatz, Bern
Cressier
Grenzposten Neumühle/Roggenburg

## Zweiter Weltkrieg

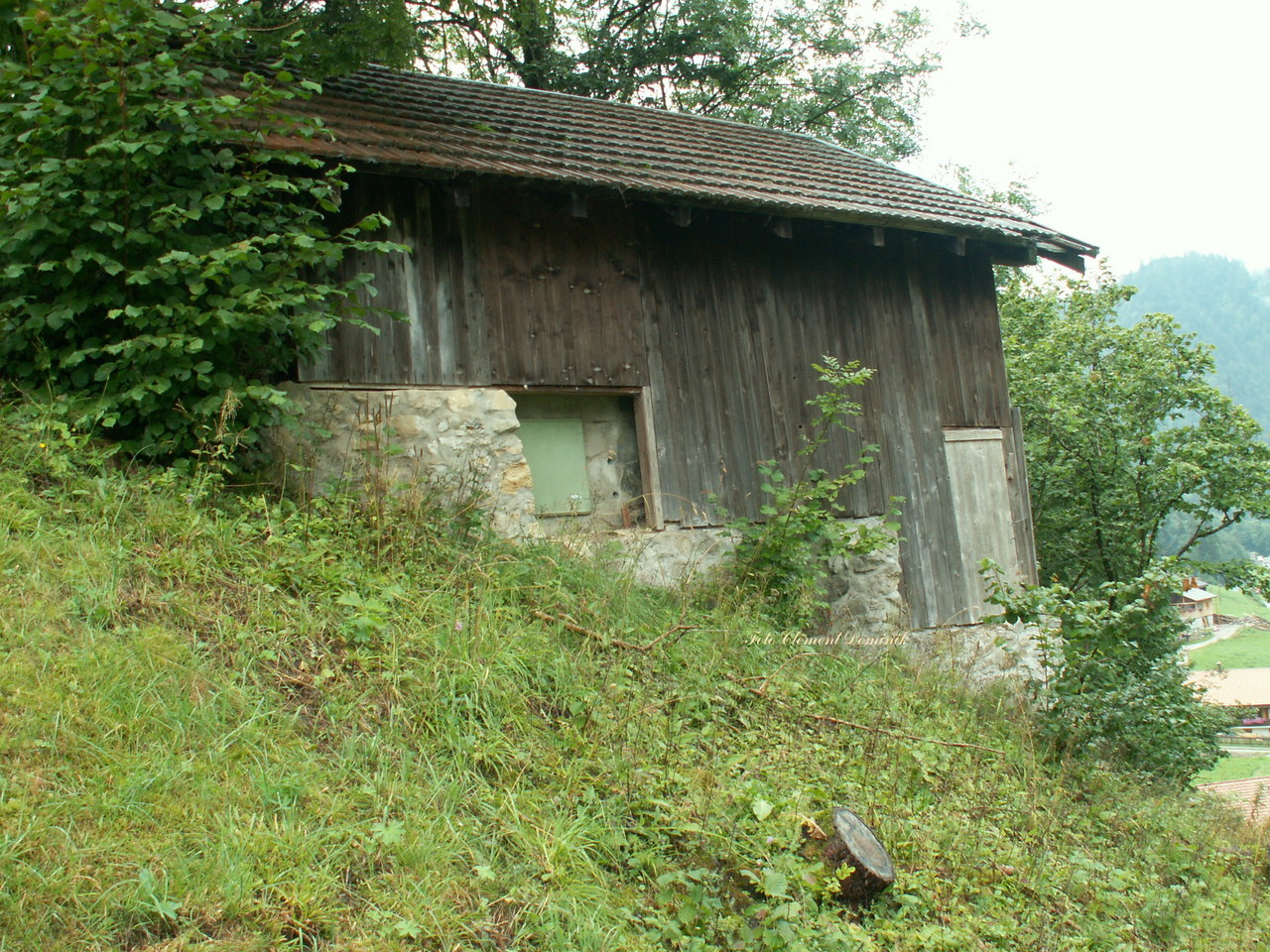
Infanteriewerk Im Fang

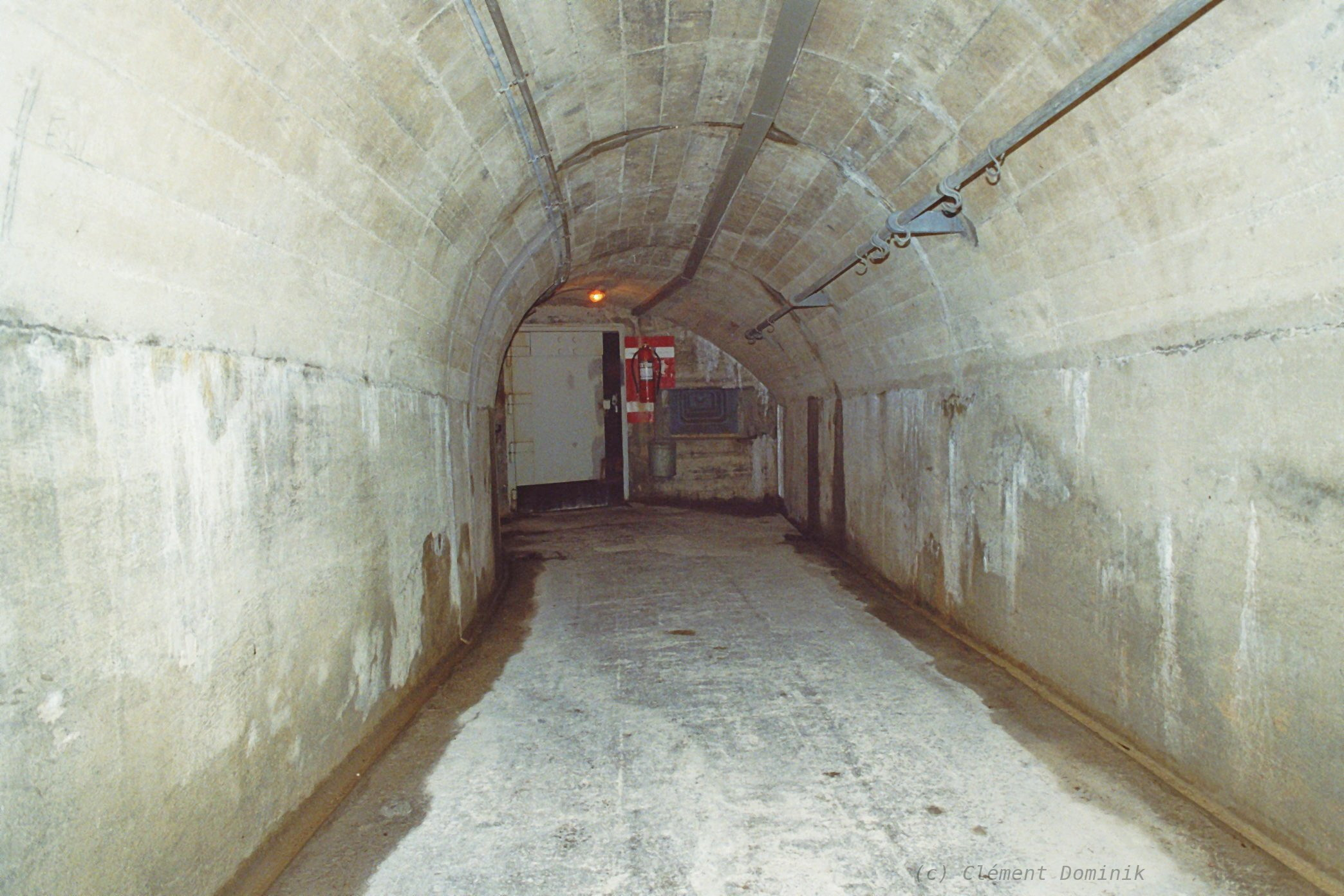
Festung Gross Tosse

Nach der Mobilmachung im Zweiten Weltkrieg im September 1939 wurde der dem 3. Armeekorps unterstellten 1. Division der Limmatabschnitt der Festung Dietikon zwischen der 6. Division (rechts, östlich) und der 8. Division (links, westlich) zugewiesen. Ihre Kampfstellungen wurden von der Gruppe Dietikon vorbereitet. Die 1. Division verblieb aus neutralitätspolitischen Gründen in der Westschweiz (zwischen dem Südende des Neuenburgersees und Lausanne). Im Angriffsfall wäre sie in sechs aufeinanderfolgenden Nächten in ihre Limmatposition verschoben worden.
Die 1. Division unter dem Kommando von Oberstdivisionär Gustave Combe wurde mit drei Infanteriebataillons (2, 10, 13) verstärkt und bestand aus den Infanterieregimentern 2 (Bat 4, 5), 3 (Bat 3, 10, 13, 182), dem Gebirgsinfanterieregiment 7 (Bat 14, 15, 16), dem Schützenbataillon 1, der Artillerieregiment 12 (Bat 13, 14, 46). Die Dragonerschwadron 25 wurde vermutlich zur Bewachung des Armeehauptquartiers abgezogen. Der Kommandoposten der 1. Division (Armeebezeichnung KP Schweizerhof A 1689) war während des Aktivdienstes in Gstaad (Oberbort). Sie umfasste 18.389 Mann, 483 Leichte Maschinengewehre, 129 Maschinengewehre auf Lafetten, 204 Schwere Maschinengewehre, 48 8.1 cm Minenwerfer, 36 4.7 cm Infanteriekanonen, 36 7.5 cm Feldkanonen, 24 10.5 cm Schwere motorisierte Kanonen, 12 12 cm Feldhaubitzen.
Aufgrund der Operationsbefehle 11 und 12 vom 12. und 17. Juli 1940 erhielt die 1. Division am 21. Juli den Auftrag, den Engpass von Greyerz zu halten und dort bis zum Äussersten Widerstand zu leisten. Am Reduiteingang auf dem Gebiet der Kantone Freiburg und Waadt baute die 1. Division, welcher zusätzlich das Freiburger Gebirgsfüsilier Bataillon 17 unterstellt wurde, 1940/41 die Sperrstellen Greyerz, La Tine und Jaun.
Mit dem Operationsbefehl Nr. 13 vom 24. Mai 1941 erhielt das 1. Armeekorps unter Jules Borel den Auftrag das Reduit mit der gesamten Westfront zwischen Hohgant und Tête Blanche (Sperrstelle Wimmis–Stockhorn) zu verteidigen, das obere Aaretal zu sperren und den Zugang zum Réduit in den westlichen Voralpen zu schützen. Die 1. Division unter Divisionär Combe erhielt den Auftrag, sich auf die Festungsgebiet Saint-Maurice stützend, das Reduit zwischen Rochers de Naye und Kaiseregg (Festung Euschels) mit dem Schwergewicht entlang der Achsen, welche von Bulle ins Simmental führen, zu verteidigen.
Beim Vormarsch der Alliierten Armeen aus dem Rhonetal entlang der Schweizer Grenze verliessen die Divisionen im Herbst 1944 das Reduit und wurden wieder an der Landesgrenze eingesetzt.

## Kalter Krieg

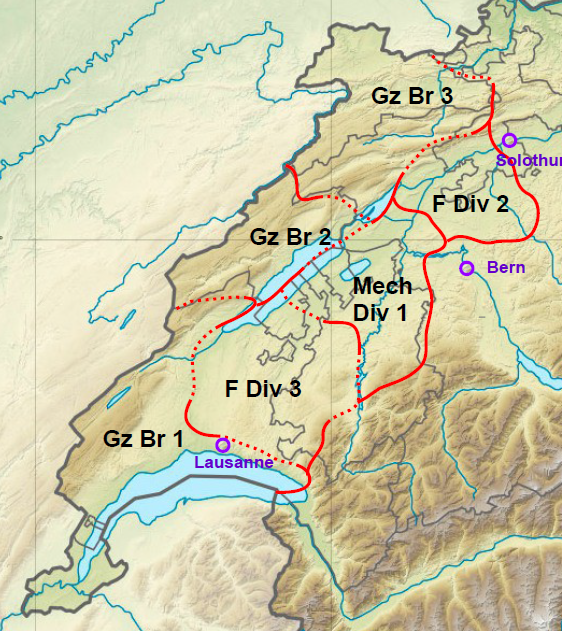
Feldarmeekorps 1 (FAK 1) und Mechanisierte Division 1 im Grunddispositiv ZEUS von 1992

Auf der Grundlage der Truppenordnung 1961 (TO 61) wurde die Reform Armee 61 in die Wege geleitet. Das Ziel war, der Bedrohungslage des Kalten Krieges mit der Erhöhung der Feuerkraft und der Beweglichkeit der Erdtruppen sowie einer modernen Luftverteidigung Rechnung zu tragen. Die Geländeverstärkungen im Grenzraum (Neutralitätsschutz) wurde ausgebaut und eine neue Versorgungsorganisation sollte die Durchhaltefähigkeit erhöhen.
Die drei Korps der Feldarmee wurden 1961 in Feldarmeekorps (FAK 1, 2, 3) umbenannt und einheitlich strukturiert. Den Feldarmeekorps und dem Gebirgsarmeekorps (Geb AK 3) wurden feste Verantwortungsräume (Grunddispositiv ZEUS 1992) zugeordnet.
Mit der Bildung von drei Mechanisierten Divisionen und der damit verbundenen Erhöhung der Zahl der Kampfpanzer wurden die Voraussetzungen für eine erfolgreiche Kampfführung im Mittelland geschaffen, der einen Rückzug ins Reduit erübrigen würde.
Als operative Reserve des Feldarmeekorps 1 führte die Mechanisierte Division 1 ihre Gegenschläge und bekämpfte Luftlandungen zugunsten der Felddivision 3 in einem Gelände, das im Vergleich zu den Einsatzräumen der beiden anderen mechanisierten Heereseinheiten ausgedehnter und weniger überbaut war. Der Einsatzraum war im Norden und Westen durch den Jura, im Osten durch die Emme und im Süden durch die Ausläufer der Voralpen begrenzt.
Im Kalten Krieg behielt der Raum Murten seine strategische Bedeutung. Das Motorisierte Infanterieregiment 2 der Mechanisierten Division 1 war für die Belegung des Infanterie Sperrriegels zwischen seinen beiden Panzerregimentern vorgesehen. Ab Januar 1987 wurde in diesem Raum die Werkkompanie 17 gebildet, die direkt dem FAK 1 unterstellt war, um die teilweise modernisierten Anlagen (Centi Bunker im Löwenberg) zu besetzen.
Die Mech Div 1 mit dem Motorisierten Infanterieregiment 2 (Mot Inf Rgt 2), den Panzerregimentern 1 und 7 (Pz Rgt 1, 7), sowie dem Artillerieregiment 1 (Art Rgt 1) war im Dispositiv des FAK 1 «das bewegliche Element». Für die Kampfform Abwehr hatten die gepanzerten Verbände Gegenschläge gegen Feindkräfte zu führen. Die Panzerregimenter der Mechanisierten Divisionen wurden mit dem Schweizer Panzer 61 ausgerüstet und ab 1987 auf den Kampfpanzer 87 «Leopard» umgeschult.

### Sperrstellen
In ihrem Einsatzraum befanden sich die Sperrstellen:
Biberenächer, Cudrefin–Vallamand , Faoug, Gümmenen, Kleingurmels, Laupen, Löwenberg, Marfeldingen, Murten–Mont Vully, Neuenegg-Flamatt, Pratzey, Zollhaus.
- Infanteriebunker Gümmenen ⊙
- Centi-Bunker A 1175 Löwenberg	⊙

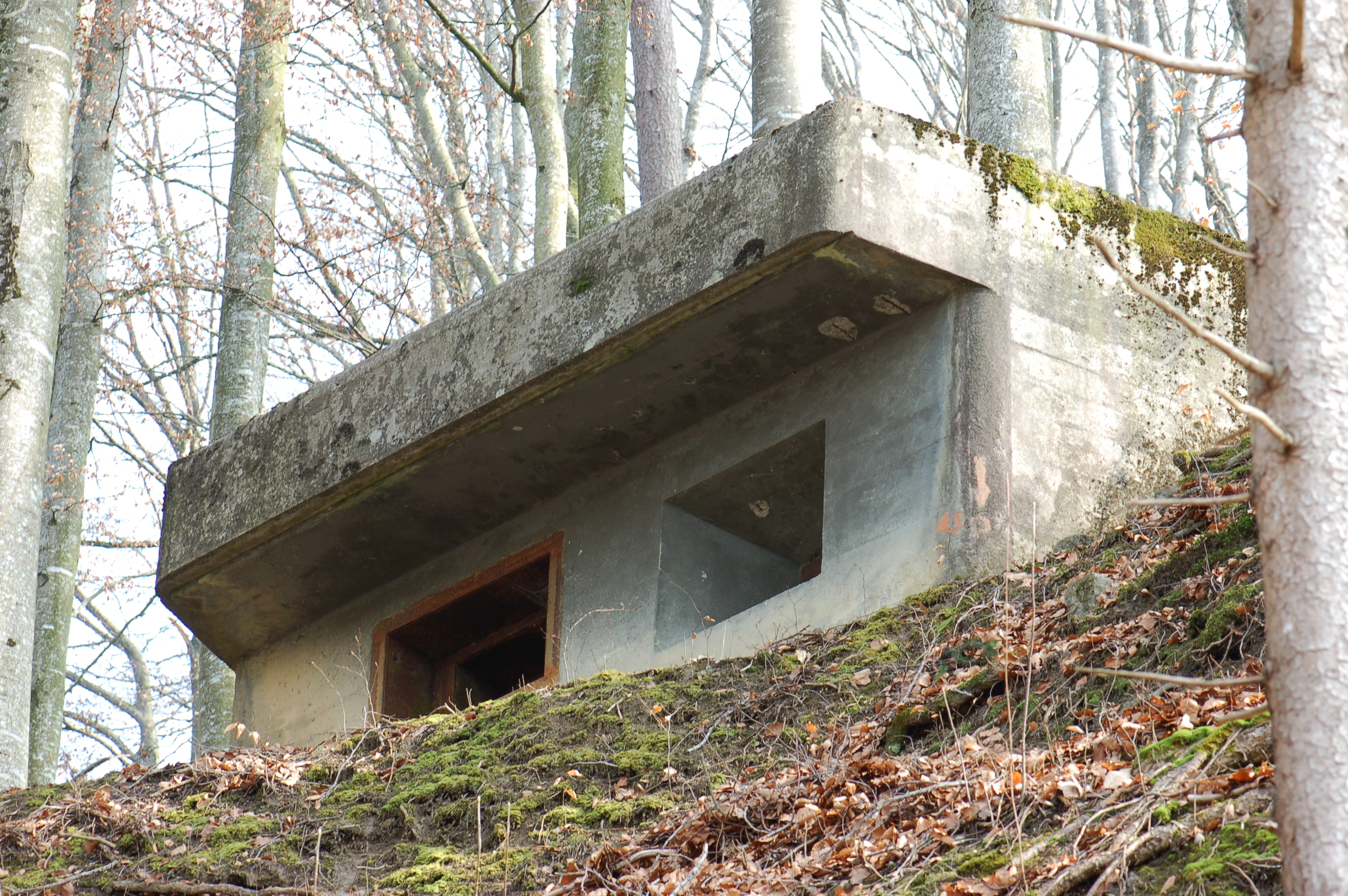
Infanteriebunker Gümmenen
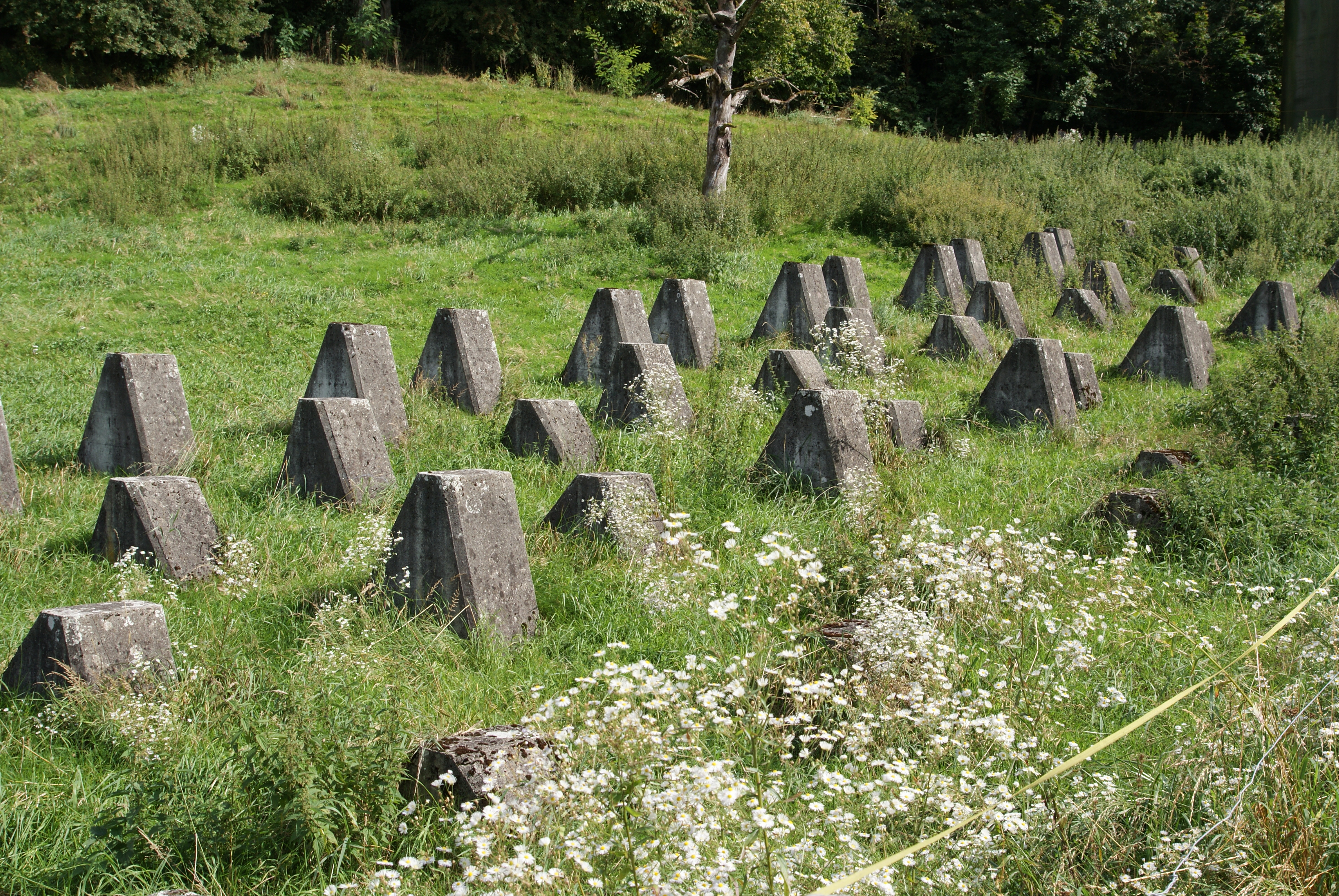
GPH Löwenberg
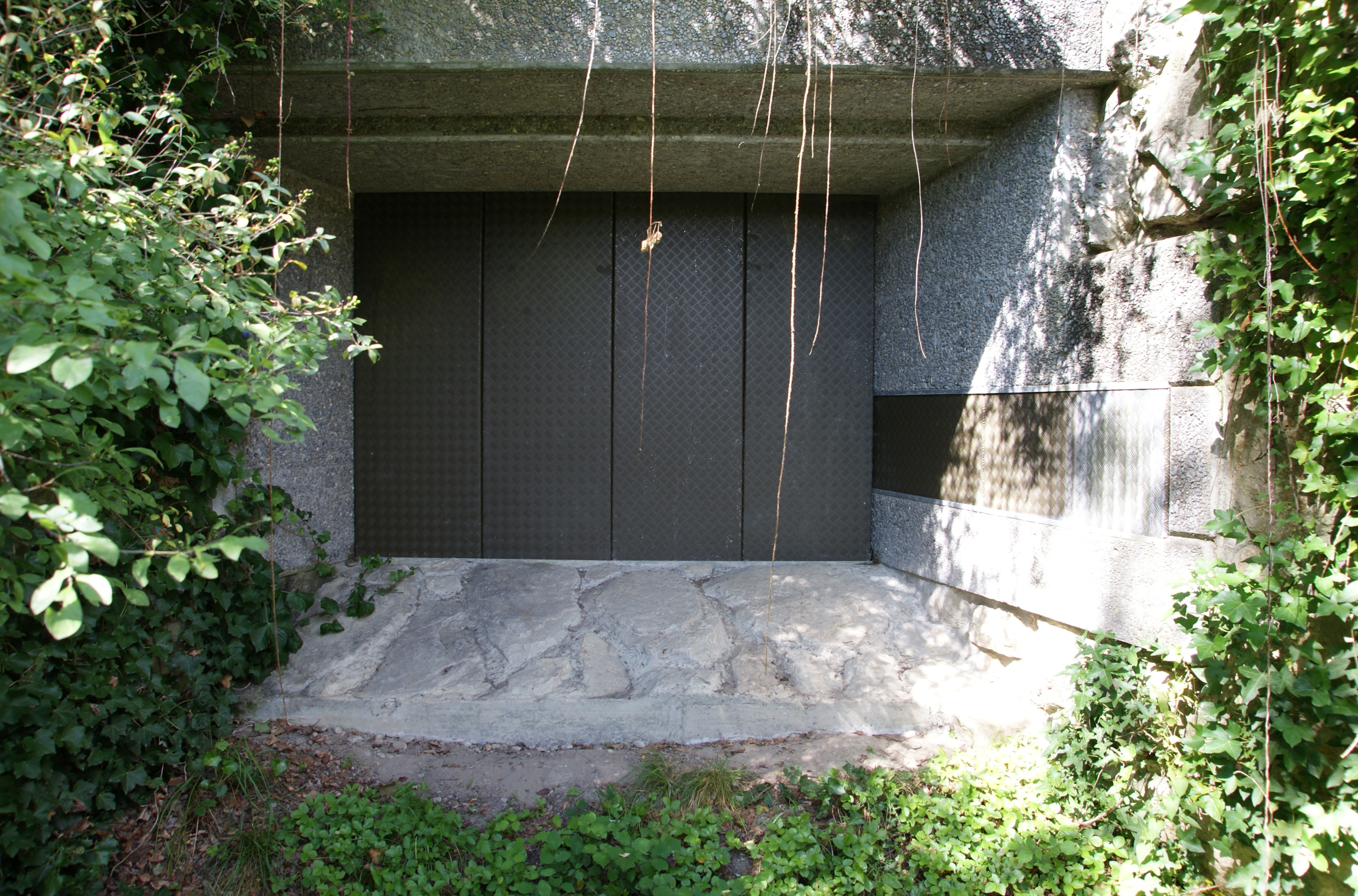
Centi Bunker Löwenberg
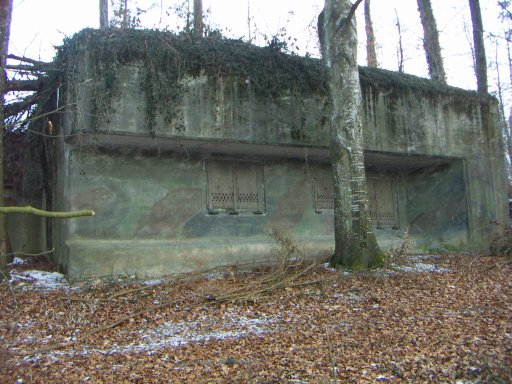
Bunker Kleingurmels
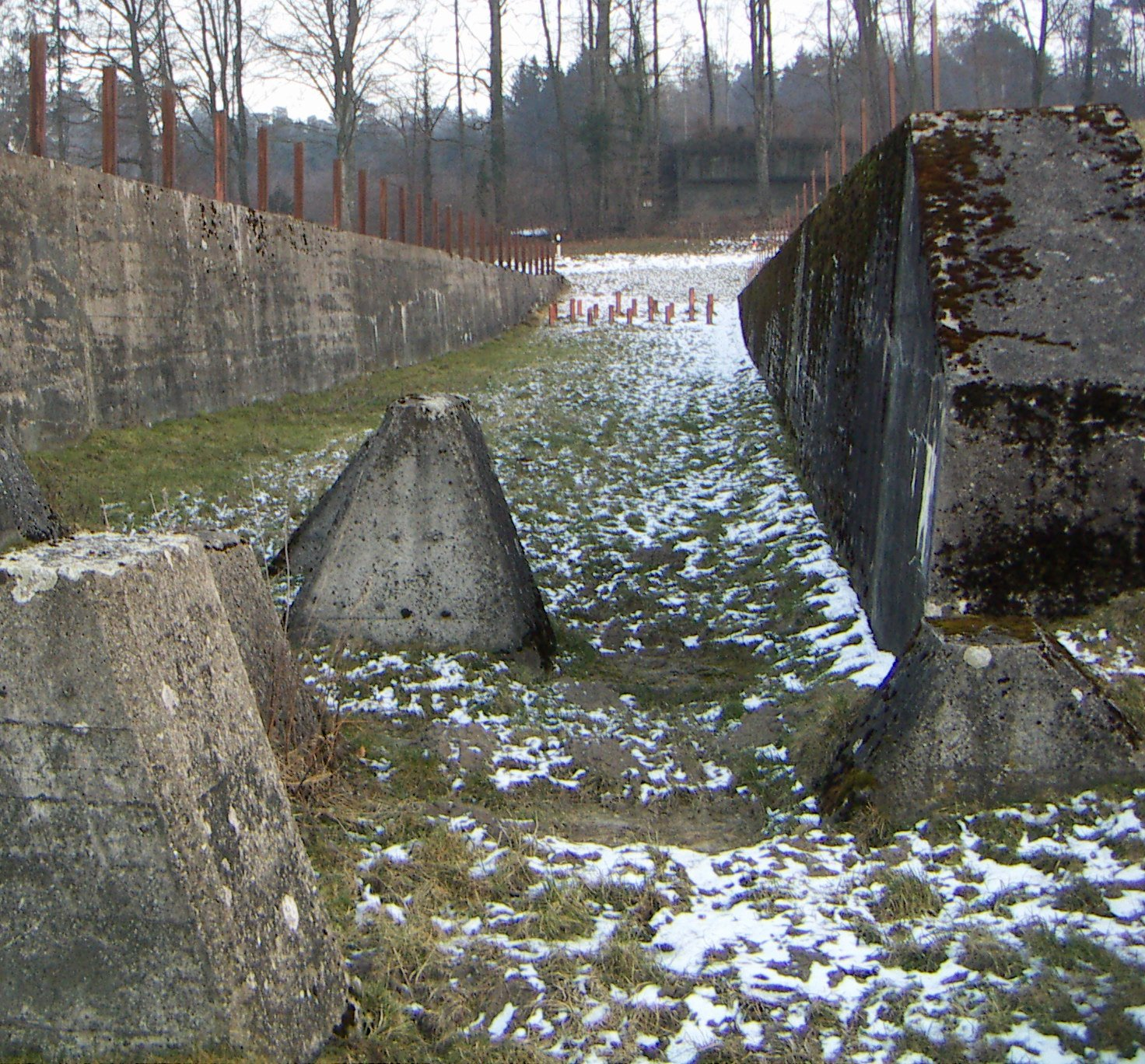
Panzergraben Kleingurmels

Mit der Armee 95 wurden die Mechanisierten Divisionen aufgehoben und die Panzerkräfte in den Panzerbrigaden zusammengefasst. Aus den Panzerkräften der Mech Div 1 wurde die Panzerbrigade 1 neu gebildet.
Mit der Armee XXI wurde die Panzerbrigaden von fünf auf zwei reduziert und die Panzerbrigaden 2, 3 und 4 aufgelöst.

### Benennung der Mech Div 1 im Lauf der Geschichte
- 1875–1911: I. Armeedivision
- 1911–1936: 1. Division
- 1936–1961: 1. Division, Grenzdivision 1
- 1962–1994: Mech Div 1

## Ausserdienstliche Tätigkeiten und Vereine
Die Vereinigung «Semper fidelis» wurde von ehemaligen Angehörigen der 1. Division und der Leichten Brigade 1 1971 gegründet (2011 aufgelöst) und zählte über 800 Mitglieder. Sie betätigte sich als Mäzen und gab Publikationen über Militärschriftsteller der Westschweiz heraus.
Der Westschweizer Tagesmarsch (heute Marche romande du Général Guisan) wurde seit 1965 von der 1. Division organisiert, als Beitrag an die vielfältigen Kontakte zwischen der Westschweizer Bevölkerung und der Armee.
Der Verein Historische Militäranlagen Freiburg/Bern VH+MA hat sich zum Ziel gesetzt, militärhistorische Verteidigungsbauten als kulturelle Zeitzeugen und für Besichtigungen zu unterhalten.